# Daniel Wansi
Daniel Wansi est un footballeur camerounais né le 22 février 1982 à Yaoundé et mort dans la même ville le 1er août 2024. Il évolue au poste d'attaquant.